# Сорокотяжинцы
Сорокотяжинцы (укр. Сорокотяжинці) — село на Украине, находится в Немировском районе Винницкой области.
Код КОАТУУ — 0523084404. Население по переписи 2001 года составляет 213 человек. Почтовый индекс — 22835. Телефонный код — 4331.
Занимает площадь 1,932 км².

## Адрес местного совета
22834, Винницкая область, Немировский р-н, с. Криковцы